# Steinhuscher
Der Steinhuscher (Origma solitaria) ist ein endemisch in Australien vorkommender Singvogel aus der Familie der Südseegrasmücken.

## Merkmale
Steinhuscher erreichen eine Länge von 15 Zentimetern. Die Geschlechter gleichen sich farblich. 
Der Kopf und die Oberseite sind graubraun, Flügel und Schwanz schwarzbraun. Die Kehle ist weißlich, Brust und Bauch sind rotbraun, der Schnabel sowie die Beine dunkelgrau.

## Ähnliche Arten
Der farblich ähnliche Rötelkehlhuscher (Pycnoptilus floccosus) unterscheidet sich durch eine bräunliche Kehle sowie die muschelförmige Musterung auf Brust und Bauch.

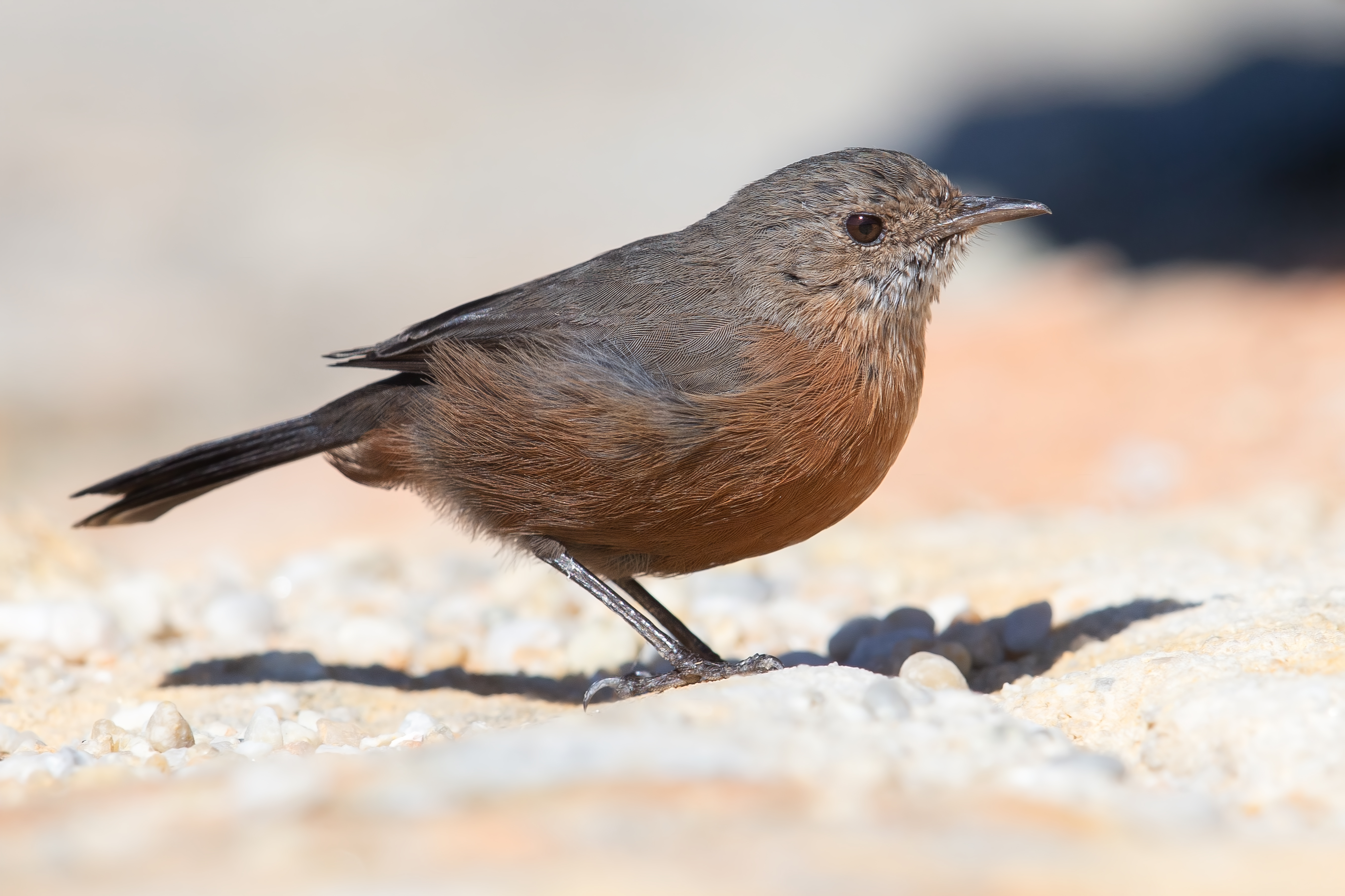
Steinhuscher
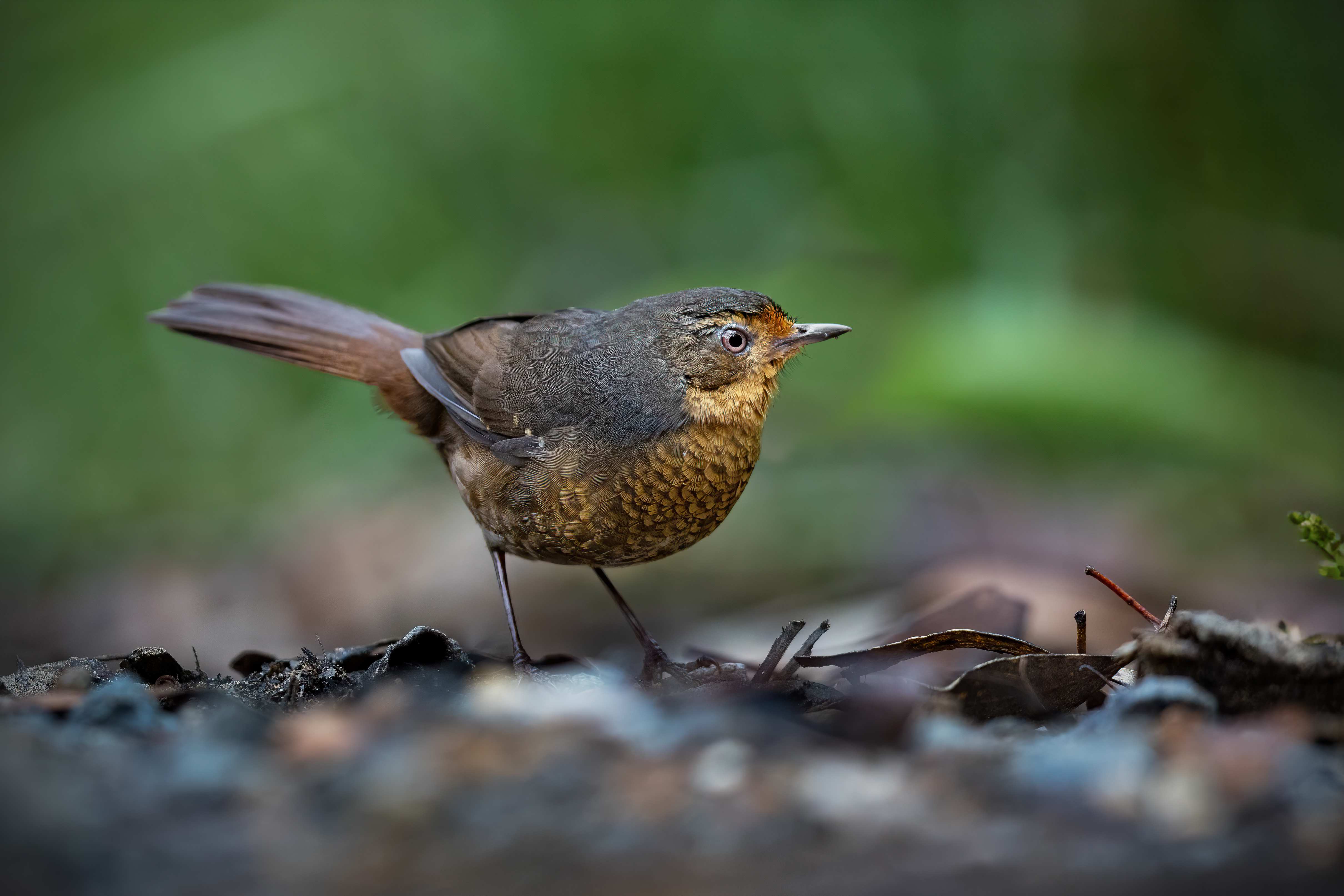
Rötelkehlhuscher

## Verbreitung, Unterarten und Lebensraum
Der Steinhuscher kommt in Bereichen um die Great Dividing Range, hauptsächlich innerhalb eines Radius von 240 Kilometern um Sydney vor. Er lebt in Sandstein- und Kalkformationen, gerne in steilen felsigen Schluchten und auch an Seeklippen in Küstengebieten. Die Höhenverbreitung reicht vom Meeresspiegel bis auf 1130 Meter. Unterarten werden nicht geführt.

## Lebensweise
Steinhuscher leben in monagamen Partnerschaften und sind standorttreu. Die Vögel ernähren sich hauptsächlich von Insekten sowie gelegentlich von Samen. Sie suchen auf dem Erdboden und in niedriger Vegetation sowie in Felsspalten, Höhlen und unter Felsvorsprüngen nach Nahrung.
Die Art brütet schwerpunktmäßig in den Monaten August bis Januar. Das Nest hat eine hängende, kuppelförmige Struktur mit einem runden Seiteneingang. Es wird aus trockenem Gras, Wurzeln, Moos und Rindenstreifen gefertigt, mit Spinnenfäden verbunden und mit Gräsern, Federn und Fell ausgekleidet. Das Nest wird gerne in einer dunklen Felsspalte oder Höhle, zuweilen auch unter Hausdächern angelegt und mehrere Jahre verwendet. Das Gelege besteht meist aus drei Eiern, die 23 Tage bebrütet werden. Sobald die Küken geschlüpft sind, werden sie von beiden Eltern gefüttert. Die Nestlingszeit beträgt 21 Tage. Nach dem Ausfliegen verbleiben die Jungvögel noch einige Zeit bei ihren Eltern. Zuweilen wird das Nest vom Fächerschwanzkuckuck parasitiert.

## Gefährdung
Da die Bestände des Steinhuschers in Australien stabil sind, wird die Art von der Weltnaturschutzorganisation IUCN als „least concern = nicht gefährdet“ geführt.